# Black Tambourine
Black Tambourine foi uma banda norte americana considerada como seminal ao indie pop americano e um dos primeiros grupos da Slumberland Records no final dos anos oitenta. Formada em Silver Spring, Maryland, a banda foi composta pela cantora Pam Berry, Mike Schulman, Brian Nelson e Archie Moore, do Velocity Girl.

## Discografia

### EPs
- "By Tomorrow" 7" EP (1991, Slumberland Records)[1]
- "Throw Aggi Off the Bridge" 7" EP  (1992, Audrey's Diary)
- "OneTwoThreeFour" 7" EP  (2012, Slumberland Records)[2]
- Black Tambourine Cassette digital EP (2010, self-release)[3]
- Black Tambourine cassette EP (2012, self-release)[4]

### Compilações
- Black Tambourine (album)|Black Tambourine (2010, Slumberland Records)